# Blutgruppe
Eine Blutgruppe ist eine Beschreibung der individuellen Zusammensetzung von Strukturen auf der Außenhaut der roten Blutkörperchen (Erythrozytenmembran) von Wirbeltieren innerhalb eines Blutgruppensystems. Die Oberflächen der Außenhaut (Membran) unterscheiden sich durch verschiedene Glykolipide oder Proteine, die als Antigene wirken und somit zu einer Immunreaktion führen können. Eine besondere Bedeutung kommt den Blutgruppen in der Transfusions- und Transplantationsmedizin zu (Blut- und Organübertragung). Wird einem Patienten Blut einer ungeeigneten Blutgruppe übertragen, so reagiert sein Immunsystem mit Abwehrmaßnahmen, die zur Verklumpung (Agglutination) des Blutes führen und schwere Schäden bis hin zum Tod bewirken können. In der Transplantationsmedizin kann es u. a. zu Abstoßungsreaktionen gegen das transplantierte Organ kommen.
Blutgruppen werden genetisch vererbt und wurden früher im Rahmen von sogenannten Abstammungsgutachten verwendet, um Verwandtschaftsverhältnisse auszuschließen.
Für die Klassifikation von Blut werden die Ausprägungen bestimmter Antigene zu sogenannten Blutgruppensystemen zusammengefasst.
Aufgrund ihrer weltweit großen Bedeutung bei der Beurteilung der Verträglichkeit von Bluttransfusionen und Organtransplantationen sind die beiden wichtigsten Blutgruppensysteme das AB0-System und das Rhesussystem.
Insgesamt werden von der Internationalen Gesellschaft für Bluttransfusion (ISBT) 48 Blutgruppensysteme anerkannt und beschrieben (Stand Mai 2025, siehe unten).
Als Entdecker der Blutgruppen gilt seit 1901 Karl Landsteiner. Am bekanntesten sind die Blutgruppen 0, A, B und die von Adriano Sturli mitentdeckte „vierte“ Blutgruppe AB.

## Blutgruppensysteme

### Definition
Ein Blutgruppensystem kann aus einem oder mehreren Antigenen bestehen, die auf der Außenmembran der roten Blutkörperchen liegen und gegen die andere Individuen der gleichen Spezies Antikörper (so genannte Allo-Antikörper nach der griechischen Vorsilbe allo-, hier im Sinne von „fremd“) bilden können. Die Zuordnung von Antigenen zu einem Blutgruppensystem erfolgt über die für sie codierenden Gene. Laut Definition muss jedes Blutgruppensystem genetisch von anderen unterscheidbar sein. Dies ist auf zwei Arten möglich:
- Die Antigene des Blutgruppensystems werden durch ein einziges Gen codiert. Sie sind deshalb verschiedene Ausprägungen eines einzigen Gens (Allele).
- Die Antigene des Blutgruppensystems werden durch mehrere eng verbundene homologe Gene codiert, zwischen denen nahezu keine Rekombination stattfindet.[6]

### AB0-System
Das AB0-System wurde im Jahr 1900 durch den Wiener Arzt Karl Landsteiner definiert, wofür ihm 1930 der Nobelpreis für Medizin verliehen wurde. Die Hygienekommission des Völkerbundes beschloss 1928, die Blutgruppen in der ganzen Welt einheitlich zu bezeichnen. Man entschied sich für das AB0-System. Das AB0-System ist bis heute das wichtigste Blutgruppenmerkmal bei Bluttransfusionen und in der Transplantationsmedizin.
Es umfasst die Merkmale A und B, die zu den Hauptgruppen A, B, AB und 0 (weder A noch B) kombiniert werden können.
Die Antikörper gegen nicht kompatibles Fremdblut werden beim Menschen während des ersten Lebensjahres ausgebildet.
Jeder Mensch besitzt für jedes die Blutgruppe bestimmende Gen zwei Antigen-Merkmale, eines von der Mutter und eines vom Vater. Welches davon vererbt wird, unterliegt dem Zufall. Blutgruppen werden deshalb auch als reinerbig (homozygot) oder mischerbig (heterozygot) bezeichnet.
Vererbt ein Elternteil Blutgruppe A, das andere B, so hat das Kind die Blutgruppe AB. Diese Kombination wirkt kodominant, so dass phänotypisch beide Antigene, A und B, im Blut vorhanden sind. Menschen mit Blutgruppe AB bilden keine Antikörper gegen andere Blutgruppen (da ihr Immunsystem sonst ihr eigenes Blut verklumpen lassen würde) und können daher (sofern rhesus-positiv) bei Transfusionen Blut aller anderen Blutgruppen erhalten („Universalempfänger“).
Die Blutgruppe 0 wird rezessiv vererbt, kommt also nur dann zur Ausprägung, wenn von beiden Elternteilen Blutgruppe 0 vererbt wird. Menschen mit Blutgruppe 0 haben weder für A noch für B Antigene. Ihr gespendetes Blut kann (sofern rhesus-negativ) daher bei allen Empfängern verwendet werden („Universalspender“). Sie bilden aber selbst für A, B und AB Antikörper und können daher nur Spendeblut der Gruppe 0 erhalten.
Die Blutgruppe im AB0-System wird durch ihre besondere Bedeutung im Zusammenhang mit Transfusions- und Transplantationsmedizin zur Vermeidung von Transfusionszwischenfällen bzw. primärer Transplantatabstoßung gemeinsam mit dem Rhesusfaktor D seit Jahrzehnten weltweit vor jeder Transfusion oder Transplantation bestimmt.
In vielen Ländern wird die Blutgruppe 0 als Blutgruppe O (von ursprünglich „ohne Merkmal“, also ohne A oder B) bezeichnet. Außerdem werden in einigen Ländern die Gruppen mit den römischen Ziffern I, II, III und IV (statt 0, A, B und AB) bezeichnet.

### Rhesus-System
Der Name Rhesusfaktor bezieht sich auf die Gewinnung des ersten Testserums aus dem Blut von Kaninchen, die mit Erythrozyten aus Rhesusaffen (Macaca mulatta) behandelt worden waren. Dabei hatte der Begründer des AB0-Systems Karl Landsteiner diesen Faktor im Jahr 1937 entdeckt und benannte die zuerst gefundenen Antikörper mit A und B und die folgenden mit C, D und E. Medizinisch besonders relevant ist unter diesen der Rhesusfaktor D.
Der Rhesusfaktor wird dominant vererbt, deshalb ist das Blutgruppenmerkmal Rhesus-negativ (Rhesus-Merkmal fehlt) selten. Ca. 85 % der Bevölkerung sind Rhesus-positiv, 15 % Rhesus-negativ.
Erythrozyten Rhesus-positiver Menschen tragen auf ihrer Oberfläche ein „D-Antigen“ (Rhesusfaktor „D“). Rhesus-negative Menschen haben dieses Antigen nicht. Die Antikörper gegen den Rhesusfaktor D werden bei Menschen ohne diesen Faktor nur gebildet, wenn sie mit ihm in Berührung kommen, d. h. wenn Rhesus-positive Blutbestandteile eines Menschen in den Blutkreislauf einer Rhesus-negativen Person gelangen.
Das kann bei Bluttransfusionen geschehen, unter bestimmten Voraussetzungen in der Schwangerschaft oder während einer Geburt, wenn die Mutter Rhesus-negativ und das Kind Rhesus-positiv ist. Normalerweise sind die Blutkreisläufe von Mutter und Kind in der Schwangerschaft durch die Plazentaschranke voneinander getrennt, die verhindert, dass Blutzellen des Kindes in den mütterlichen Blutkreislauf gelangen. Ist dies dennoch der Fall, etwa bei kleinen Verletzungen (Mikrotraumata) der Plazenta während der Schwangerschaft, bei invasiven vorgeburtlichen Eingriffen in der Gebärmutter am Kind (Fötus), bei vorgeburtlichen Untersuchungen (Pränataldiagnostik) oder z. B. im Fall einer Verletzung des Kindes, der Nabelschnur oder der Plazenta bei der Geburt, kann die Mutter Antikörper gegen das Rhesus-Antigen des Kindes bilden.
Erheblich häufiger erfolgt eine Sensibilisierung bei vorangegangener Fehlgeburt und vorgenommener Ausschabung, bei induziertem Abort bzw. Schwangerschaftsabbruch und durch sonstige invasive Eingriffe im Uterus, einer Chorionzottenbiopsie (CVS), Amniozentese (AC) oder einer Nabelschnurpunktion. Das Risiko für die Bildung von Antikörpern und nachfolgender Immunreaktion steigt dabei je nach Umfang der Invasivität bzw. dem Verletzungs- und Blutungsrisiko.
Tritt ein solcher Fall während der Schwangerschaft ein, verläuft die Immunreaktion relativ langsam und führt bei der ersten Schwangerschaft üblicherweise noch nicht zu gravierenden Abstoßungsreaktionen. Möglicherweise werden in geringem Maße rote Blutkörperchen im Körper des Kindes zerstört, was die typischerweise nach der Geburt auftretende leichte Gelbsucht etwas verstärken kann. Ist die Mutter jedoch vom ersten Kind „sensibilisiert“, das heißt, ihr Immunsystem hat Gedächtniszellen gebildet, dann kann erneuter Blutkontakt in der nächsten Schwangerschaft (erneut mit einem Rhesus-positiven Kind) sehr schnell zur Bildung von Antikörpern bei der Mutter führen. D-Antikörper sind Immunglobuline vom Typ G (IgG-Immunglobuline) und können durch einen speziellen Transportmechanismus durch die Plazentaschranke in den Blutkreislauf des Kindes übergehen. Dort werden die mit D-Antikörpern der Mutter beladenen Erythrozyten des Kindes in dessen Milz vorzeitig abgebaut. Es kommt zu einer hämolytischen Anämie und entsprechenden Folgen. Dies kann zum Morbus haemolyticus neonatorum, schlimmstenfalls zu Missbildungen oder zum Tod des Kindes führen. In leichten Fällen wird die verstärkte Gelbsucht z. B. mittels Phototherapie behandelt. Größeren Komplikationen kann durch Blutaustausch entgegengewirkt werden.
Die gegen diese Sensibilisierung des mütterlichen Immunsystems und ihre Folgen beim Kind (s. Rhesus-Inkompatibilität#Pathogenese) üblicherweise präventiv verabreichten Medikamente (etwa Rhophylac® oder Rhesonativ®) sind Blutprodukte, die Anti-D-Antikörper enthalten und deshalb als „Anti D“ bzw. „Anti-D-Prophylaxe“ bezeichnet werden. Die Antikörper werden zeitnah nach einem Erstkontakt von mütterlichem und kindlichem Blut verabreicht und zerstören Rhesus-positive Erythrozyten, bevor die Mutter eine Sensibilisierung ausbilden kann.
Eine kräftig blutende Wunde (etwa vaginale Wunde bei Dammriss) verhindert außerhalb des Körpers hingegen im Regelfall den Eintritt fremden Blutes in den Blutkreislauf.
Aktuell wird bei Rhesus-negativen Schwangeren das fetale Blut routinemäßig schon im Vorfeld nicht-invasiv auf das Vorliegen des Rhesusfaktors überprüft, um unnötige Prophylaxemaßnahmen zu vermeiden.

### Weitere Systeme

#### Kell-System
Das Kell-System ist das drittwichtigste System bei Bluttransfusionen. Bei Blutspendern in Deutschland, Schweiz und Österreich wird regelmäßig auf Kell-Antikörper getestet.
92 % der Menschen sind Kell-negativ (kk) und sollten nur Kell-negatives Blut erhalten. 7,8 % sind mischerbig Kell-positiv (Kk) und können Blut mit positivem und negativem Kellfaktor erhalten. Nur 0,2 % der Menschen sind reinerbig Kell-positiv (KK) und brauchen Kell-positives Blut. 99,8 % aller Menschen können mit Kell-negativem Blut versorgt werden, trotzdem benötigen Krankenhäuser sowohl Kell-negatives als auch Kell-positives Blut. Blutspenden mit einem positiven Kell-Faktor (KK oder Kk) können nur in wenigen Ausnahmefällen (wie z. B. Schwangerschaft) nicht verwendet werden.
Die Vererbung ist noch nicht vollständig geklärt. Ausgegangen wird von vier antigenen Typen, die stark polymorph sind, was ähnlich den MHC-Genen zu starker Variation auch bei enger Verwandtschaft führt (GeneID 3792). Der Kell-Antikörper (Anti-K, K1) wird genetisch gemeinsam mit dem Cellano-Antikörper (Anti-k, K2) zum KC-System zusammengefasst, da die Proteine sehr ähnlich sind. Die Namen dieser Antikörper vom IgG-Typ sind jeweils nach schwangeren Patientinnen benannt – Antikörper des Kell-Cellano-Systems können zu schweren Zwischenfällen bei Transfusionen und Schwangerschaften führen.

#### MN-System
Im MN-System existieren drei Phänotypen, verursacht durch drei Genotypen, die durch die Kombination von zwei kodominanten Allelen entstehen:
| phänotypisch | genotypisch |
| ------------ | ----------- |
| M            | MM          |
| N            | NN          |
| MN           | MN          |

Das MN-System wird mit den weiteren Antigenen S, s und U zum MNS-System zusammengefasst.

#### Duffy-System
Der Duffy-Faktor ist ein Antigen und zugleich ein Rezeptor für Plasmodium vivax, den Erreger der Malaria tertiana. Duffy-negative Merkmalsträger sind resistent gegen diesen von der Anophelesmücke übertragenen Erreger, da der veränderte Rezeptor den Kontakt mit der Wirtszelle verhindert (GeneID 2532).
Cellano, Kidd (Jk; als Faktorengruppe entdeckt 1951 durch die Amerikaner Allen, Diamond und Niedziela), Lewis, Lutheran (Lu), MNSs, P und Xg sind die Bezeichnungen für weitere Blutgruppensysteme. Sie stehen für weitere Antikörper gegen Blutbestandteile, die in der Regel nach den Patienten benannt worden sind, bei welchen sie zuerst beobachtet wurden. Weist ein Patient die entsprechenden Antikörper im Blut auf, kann es zu gefährlichen, wiederholbaren Komplikationen nach einer Bluttransfusion kommen. Zumeist ist nur der Antikörper bekannt, der mit einem Test (Verklumpung mit Testblut) nachgewiesen werden kann, während die genetischen Ursachen noch nicht bekannt sind.
Bei der Untersuchung auf Blutgruppen erfolgt regelmäßig die Untersuchung auf seltene Antikörper. Deren positives Ergebnis muss bei der klinischen Angabe der Blutgruppe jeweils einzeln vermerkt werden. Diesen Patienten kann nur Eigenblut oder Blut von anderen Trägern mit der gleichen Besonderheit gegeben werden.

#### System MAL
Im September 2024 entdeckte das Blood Group Reference Laboratory des NHS Blood and Transplant Service in Bristol ein neues Blutgruppensystem, das die Forscher MAL nannten. Es berücksichtigt ein auf der Oberfläche mancher roter Blutkörperchen nachgewiesenes bisher nicht näher bestimmtes Antigen namens AnWj. MAL ist die Abkürzung für „Myelin and lymphocyte protein“ (deutsch: Myelin- und Lymphozytenprotein).
Menschen mit Antigen-freien Blutkörperchen, von denen es nur sehr wenige gibt, vertragen Blutspenden aus der gleichen Grundgruppe besser als solche mit dem Antigen.

#### System PIGZ/Gwada
Im Juni 2025 wurde in Frankreich das weltweit 48. Blutgruppensystem entdeckt. Ausgangspunkt war eine Routineuntersuchung im Jahr 2011 bei einer Frau mit familiären Wurzeln in Guadeloupe. Die Mediziner stellten fest, dass ihr Blut weder mit vorhandenen Blutkonserven noch mit dem Blut ihrer Geschwister kompatibel war. Dies deutete darauf hin, dass in ihrem Blut ein Antigen fehlt, das bei allen anderen getesteten Personen vorhanden ist. Die Wissenschaftler gaben diesem bisher unbekannten Antigen den vorläufigen Namen "Gwada" und bezeichneten die Blutgruppe der Patientin als "Gwada negativ". Mithilfe moderner Hochdurchsatz-DNA-Sequenzierungen, die ab 2019 durchgeführt wurden, konnten Forscher schließlich eine Mutation im sogenannten PIGZ-Gen identifizieren. Dieses Gen ist normalerweise für die Produktion eines Enzyms verantwortlich, das einen bestimmten Zucker an ein Molekül der Zellmembran anfügt. Fehlt dieser Zucker, verändert sich die Struktur der Moleküle auf der Oberfläche der roten Blutkörperchen. Die Patientin hat das veränderte Gen von beiden Elternteilen geerbt und ist bisher der einzige bekannte Fall dieser Blutgruppe. Da ihr Blut nur mit dem eigenen kompatibel ist, stellen notwendige Bluttransfusionen eine erhebliche medizinische Herausforderung dar.

### Übersicht aller Blutgruppensysteme nach ISBT
Die International Society of Blood Transfusion (ISBT) kategorisiert (Stand Mai 2025) folgende Blutgruppensysteme:
| ISBT N° | Gebräuchlicher Name        | Abkürzung | Anzahl Antigene | Chromosom (Genlocus) |
| ------- | -------------------------- | --------- | --------------- | -------------------- |
| 001     | AB0                        | AB0       | 4               | 9                    |
| 002     | MNS                        | MNS       | 46              | 4                    |
| 003     | P                          | P1        | 1               | 22                   |
| 004     | Rhesus                     | RH        | 46              | 1                    |
| 005     | Lutheran                   | LU        | 18              | 19                   |
| 006     | Kell                       | KEL       | 24              | 7                    |
| 007     | Lewis                      | LE        | 6               | 19                   |
| 008     | Duffy                      | FY        | 6               | 1                    |
| 009     | Kidd                       | JK        | 3               | 18                   |
| 010     | Diego                      | DI        | 21              | 17                   |
| 011     | Yt                         | YT        | 2               | 7                    |
| 012     | Xg                         | XG        | 2               | X/Y                  |
| 013     | Scianna                    | SC        | 3               | 1                    |
| 014     | Dombrock                   | DO        | 5               | 12                   |
| 015     | Colton                     | CO        | 3               | 7                    |
| 016     | Landsteiner-Wiener         | LW        | 3               | 19                   |
| 017     | Chido/Rodgers              | CH/RG     | 9               | 6                    |
| 018     | Hh                         | H         | 1               | 19                   |
| 019     | Kx                         | XK        | 1               | X                    |
| 020     | Gerbich                    | GE        | 7               | 2                    |
| 021     | Cromer                     | CROM      | 10              | 1                    |
| 022     | Knops                      | KN        | 7               | 1                    |
| 023     | Indian                     | IN        | 2               | 11                   |
| 024     | Ok                         | OK        | 1               | 19                   |
| 025     | Raph                       | RAPH      | 1               | 11                   |
| 026     | John Milton Hagen          | JMH       | 1               | 15                   |
| 027     | Ii                         | I         | 2               | 6                    |
| 028     | Globoside                  | P         | 3               | 3                    |
| 029     | GIL                        | GIL       | 1               | 9                    |
| 030     | Rh-associated glycoprotein | RHAG      | 4               | 6                    |
| 031     | Forssman                   | FORS      |                 | 9                    |
| 032     | Junior                     | JR        | 1               | 4                    |
| 033     | Langereis                  | LAN       | 1               | 2                    |
| 034     | VEL                        | VEL       | 1               | 1                    |
| 035     | CD59                       | CD59      | 1               | 11                   |
| 036     | Augustine                  | AUG       | 4               | 6                    |
| 037     | KANNO                      | KANNO     | 1               | 20                   |
| 038     | SID                        | SID       | 1               | 17                   |
| 039     | CTL2                       | CTL2      | 2               | 19                   |
| 040     | PEL                        | PEL       | 1               | 13                   |
| 041     | MAM                        | MAM       | 1               | 19                   |
| 042     | EMM                        | EMM       | 1               | 4                    |
| 043     | ABCC1                      | ABCC1     | 1               | 16                   |
| 044     | Er                         | ER        | 5               | 16                   |
| 045     | CD36                       | CD36      | 1               | 7                    |
| 046     | ATP11C                     | ATP11C    | 1               | X                    |
| 047     | MAL                        | MAL       | 1               | 2                    |
| 048     | PIGZ                       | PIGZ      | 1               | 3                    |

## Häufigkeit der Blutgruppen
Weltweit betrachtet ist die Blutgruppe „0“ am häufigsten anzutreffen, die Verteilung der vier Blutgruppen ist regional unterschiedlich. So kommt in bestimmten Gebieten Asiens B am häufigsten vor, in Europa A, in Südamerika und einigen afrikanischen Ländern Blutgruppe 0. Zusammenhänge mit der Resistenz gegenüber regional verbreiteten Erkrankungen werden diskutiert.
Dass das Merkmal „0“ genetisch (in der sog. Allelfrequenz) weitaus häufiger als alle anderen Merkmale auftritt, deutet auf einen Selektionsvorteil hin.
Als seltenste Blutgruppe des Rhesus-Systems wird Rh-Null, auch als „goldenes Blut“ bezeichnet, angesehen. Hiervon sind weniger als 50 Personen weltweit bekannt. Den Erythrozyten der Träger dieser Blutgruppe fehlen sämtliche Antigene auf der Zellmembran.
Allerdings soll es im Jahr 2024 in Laborversuchen in Dänemark und Schweden bereits gelungen sein, mit Hilfe von Enzymen aus Darmbakterien Blut aus den Gruppen A und B in 0 umzuwandeln. Die erzeugte Menge ist jedoch noch sehr gering.
| Blutgruppen- merkmal | Häufigkeit in % | Häufigkeit in % | Häufigkeit in % | Häufigkeit in % |
| Blutgruppen- merkmal | weltweit        | Deutschland     | Österreich      | Schweiz         |
| -------------------- | --------------- | --------------- | --------------- | --------------- |
| 0                    | 45              | 41              | 36              | 41              |
| A                    | 40              | 43              | 44              | 47              |
| B                    | 11              | 11              | 14              | 08              |
| AB                   | 04              | 05              | 06              | 04              |
| Rhesus-positiv       | 88              | 85              | 84              | 85              |
| Rhesus-negativ       | 12              | 15              | 16              | 15              |
| Kell-negativ         | 92              | 91              | 91              | 91              |
| Kell-positiv         | 08              | 09              | 09              | 09              |

| Land                              | Einwohner    | 0+      | A+      | B+      | AB+    | 0-     | A-     | B-     | AB-    |
| --------------------------------- | ------------ | ------- | ------- | ------- | ------ | ------ | ------ | ------ | ------ |
| Deutschland                       | 82,32 Mio.   | 35,0 %  | 37,0 %  | 9,0 %   | 4,0 %  | 6,0 %  | 6,0 %  | 2,0 %  | 1,0 %  |
| Österreich                        | 8,90 Mio.    | 30,0 %  | 37,0 %  | 12,0 %  | 5,0 %  | 6,0 %  | 7,0 %  | 2,0 %  | 1,0 %  |
| Australien                        | 21,26 Mio.   | 40,0 %  | 31,0 %  | 8,0 %   | 2,0 %  | 9,0 %  | 7,0 %  | 2,0 %  | 1,0 %  |
| Belgien                           | 10,41 Mio.   | 38,0 %  | 34,0 %  | 8,5 %   | 4,1 %  | 7,0 %  | 6,0 %  | 1,5 %  | 0,8 %  |
| Brasilien                         | 198,70 Mio.  | 36,0 %  | 34,0 %  | 8,0 %   | 2,5 %  | 9,0 %  | 8,0 %  | 2,0 %  | 0,5 %  |
| Volksrepublik China               | 1340,00 Mio. | 47,7 %  | 27,8 %  | 18,9 %  | 5,0 %  | 0,3 %  | 0,2 %  | 0,1 %  | 0,03 % |
| Dänemark                          | 5,50 Mio.    | 35,0 %  | 37,0 %  | 8,0 %   | 4,0 %  | 6,0 %  | 7,0 %  | 2,0 %  | 1,0 %  |
| Estland                           | 1,31 Mio.    | 29,5 %  | 30,8 %  | 20,7 %  | 6,3 %  | 4,3 %  | 4,5 %  | 3,0 %  | 0,9 %  |
| Finnland                          | 5,25 Mio.    | 27,0 %  | 38,0 %  | 15,0 %  | 7,0 %  | 4,0 %  | 6,0 %  | 2,0 %  | 1,0 %  |
| Frankreich                        | 62,15 Mio.   | 36,0 %  | 37,0 %  | 9,0 %   | 3,0 %  | 6,0 %  | 7,0 %  | 1,0 %  | 1,0 %  |
| Irland                            | 4,20 Mio.    | 47,0 %  | 26,0 %  | 9,0 %   | 2,0 %  | 8,0 %  | 5,0 %  | 2,0 %  | 1,0 %  |
| Island                            | 0,31 Mio.    | 47,6 %  | 26,4 %  | 9,3 %   | 1,6 %  | 8,4 %  | 4,6 %  | 1,7 %  | 0,4 %  |
| Israel                            | 7,23 Mio.    | 32,0 %  | 34,0 %  | 17,0 %  | 7,0 %  | 3,0 %  | 4,0 %  | 2,0 %  | 1,0 %  |
| Japan                             | 127,30 Mio.  | 29,9 %  | 39,8 %  | 19,9 %  | 9,9 %  | 0,15 % | 0,2 %  | 0,1 %  | 0,05 % |
| Kanada                            | 33,48 Mio.   | 39,0 %  | 36,0 %  | 7,6 %   | 2,5 %  | 7,0 %  | 6,0 %  | 1,4 %  | 0,5 %  |
| Südkorea                          | 73,00 Mio.   | 36,6 %  | 32,8 %  | 21,0 %  | 9,0 %  | 0,4 %  | 0,2 %  | 0,09 % | 0,03 % |
| Neuseeland                        | 4,21 Mio.    | 38,0 %  | 32,0 %  | 9,0 %   | 3,0 %  | 9,0 %  | 6,0 %  | 2,0 %  | 1,0 %  |
| Niederlande                       | 16,72 Mio.   | 39,5 %  | 35,0 %  | 6,7 %   | 2,5 %  | 7,5 %  | 7,0 %  | 1,3 %  | 0,5 %  |
| Norwegen                          | 4,66 Mio.    | 34,0 %  | 40,8 %  | 6,8 %   | 3,4 %  | 6,0 %  | 7,2 %  | 1,2 %  | 0,6 %  |
| Philippinen                       | 99,86 Mio.   | 44–46 % | 22–23 % | 24–25 % | 4–6 %  | <1 %   | <1 %   | <1 %   | <1 %   |
| Polen                             | 38,48 Mio.   | 31,0 %  | 32,0 %  | 15,0 %  | 7,0 %  | 6,0 %  | 6,0 %  | 2,0 %  | 1,0 %  |
| Portugal                          | 10,71 Mio.   | 36,2 %  | 39,8 %  | 6,6 %   | 2,9 %  | 6,0 %  | 6,6 %  | 1,1 %  | 0,5 %  |
| Saudi-Arabien                     | 28,69 Mio.   | 48,0 %  | 24,0 %  | 17,0 %  | 4,0 %  | 4,0 %  | 2,0 %  | 1,0 %  | 0,3 %  |
| Schweden                          | 9,06 Mio.    | 32,0 %  | 37,0 %  | 10,0 %  | 5,0 %  | 6,0 %  | 7,0 %  | 2,0 %  | 1,0 %  |
| Schweiz                           | 8,49 Mio.    | 35,0 %  | 38,0 %  | 8,0 %   | 4,0 %  | 6,0 %  | 7,0 %  | 1,0 %  | 1,0 %  |
| Spanien                           | 47,13 Mio.   | 36,0 %  | 34,0 %  | 8,0 %   | 2,5 %  | 9,0 %  | 8,0 %  | 2,0 %  | 0,5 %  |
| Südafrika                         | 49,32 Mio.   | 39,0 %  | 32,0 %  | 12,0 %  | 3,0 %  | 7,0 %  | 5,0 %  | 2,0 %  | 1,0 %  |
| Tschechien                        | 10,53 Mio.   | 27,0 %  | 36,0 %  | 15,0 %  | 7,0 %  | 5,0 %  | 6,0 %  | 3,0 %  | 1,0 %  |
| Türkei                            | 76,81 Mio.   | 29,8 %  | 37,8 %  | 14,2 %  | 7,2 %  | 3,9 %  | 4,7 %  | 1,6 %  | 0,8 %  |
| Vereinigtes Königreich            | 61,11 Mio.   | 37,0 %  | 35,0 %  | 8,0 %   | 3,0 %  | 7,0 %  | 7,0 %  | 2,0 %  | 1,0 %  |
| Vereinigte Staaten                | 307,20 Mio.  | 37,4 %  | 35,7 %  | 8,5 %   | 3,4 %  | 6,6 %  | 6,3 %  | 1,5 %  | 0,6 %  |
| gewichtetes arithmetisches Mittel | 2753,61 Mio. | ≈41,8 % | ≈31,2 % | ≈15,4 % | ≈4,7 % | ≈3,0 % | ≈2,8 % | ≈0,8 % | ≈0,3 % |

## Evolution der Blutgruppen
Als gemeinsames Merkmal aller Blutgruppen kommt in der Außenhaut (Glykokalix) der Erythrozyten das Kohlenhydrat N-Acetylglucosamin vor. An diesem bindet eine Galactose- und eine Fucosegruppe. Diese bilden die Blutgruppe 0 und damit die gemeinsame biochemische Basis aller Blutgruppen. Zusätzlich kann an der Galactose eine weitere N-Acetylgalactosamin-Gruppe (Blutgruppe A) oder eine weitere Galactosegruppe binden (Blutgruppe B). Diese genetisch vererbten Varianten (Polymorphismen) treten bei Menschen und anderen Altweltaffen auf. Molekularbiologischen Forschungen zufolge ist Blutgruppe 0 vor ca. fünf Millionen Jahren infolge einer genetischen Mutation aus Blutgruppe A entstanden.
Die Träger von Blutgruppe 0 haben im Fall einer Malaria-Infektion (Plasmodium falciparum) eine höhere Überlebenschance. Dieser Selektionsvorteil könnte dazu beigetragen haben, dass in den feucht-tropischen Zonen Afrikas und auf dem amerikanischen Kontinent die Blutgruppe 0 häufiger vorkommt als in anderen Weltregionen. Welche weiteren Faktoren die Verbreitung der verschiedenen Blutgruppen beeinflussten, wird noch erforscht. Die Häufigkeitsverteilungen auf verschiedenen Kontinenten lassen vermuten, dass unterschiedliche Umweltbedingungen zu Selektionsvor- oder -nachteilen geführt haben.

## Übertragung von Blutbestandteilen (Transfusion)

Blutgruppenverträglichkeit

Um eine Zerstörung von Empfänger-Erythrozyten (Hämolyse) durch Antikörper gegen A und B im Serum eines Spenders zu vermeiden (Minor-Reaktion), verabreicht man möglichst kein Vollblut, sondern nur die benötigten Bestandteile wie Erythrozyten-, Granulozyten-, Thrombozytenkonzentrate, Blutplasma etc.
| Empfänger | Spender | Spender | Spender | Spender | Spender | Spender | Spender | Spender |
| Empfänger | 0−      | 0+      | B−      | B+      | A−      | A+      | AB−     | AB+     |
| --------- | ------- | ------- | ------- | ------- | ------- | ------- | ------- | ------- |
| AB+       | ×       | ×       | ×       | ×       | ×       | ×       | ×       | ×       |
| AB−       | ×       |         | ×       |         | ×       |         | ×       |         |
| A+        | ×       | ×       |         |         | ×       | ×       |         |         |
| A−        | ×       |         |         |         | ×       |         |         |         |
| B+        | ×       | ×       | ×       | ×       |         |         |         |         |
| B−        | ×       |         | ×       |         |         |         |         |         |
| 0+        | ×       | ×       |         |         |         |         |         |         |
| 0−        | ×       |         |         |         |         |         |         |         |

(Ein × in der Tabelle bedeutet, dass eine Transfusion von Blutbestandteilen vom Spender zum Empfänger möglich ist.)
Bei Transfusion von Vollblut, also Übertragung sämtlicher Blutzellen und zusätzlich des Blutplasmas in Notfallsituationen, sind die verschiedenen Blutgruppen des AB0-Systems immer miteinander unverträglich. Reine Blutplasmatransfusionen sind hingegen grundsätzlich unproblematisch, da sie keine Antigene enthalten.
Als Universalspender gilt in der Transfusionsmedizin ein Blutspender mit der Blutgruppe 0−. Erythrozyten dieser Blutgruppe weisen keine Antigene A oder B auf.

## Blutgruppen bei Haus- und Nutztieren
Auch Tiere haben verschiedene Blutgruppen, z. B.:
- Hund: mehr als 12 verschiedene Blutgruppensysteme
- Katze: drei verschiedene Blutgruppen[59]
- Pferd: acht Blutgruppen[60]
- Rind: elf Blutgruppen[61]

„Die Transfusion einer unpassenden Blutgruppe kann für Tiere tödliche Folgen haben, beispielsweise dann, wenn eine Katze mit Blutgruppe B das Blut der Blutgruppe A erhält. Bei Pferden und Wiederkäuern ist die erste Übertragung von Spenderblut noch unproblematisch. Bei jeder weiteren Transfusion muss genau auf die Blutgruppe geachtet werden, da sich in diesen Fällen bereits Antikörper gegen das fremde Blut im Organismus der Tiere befinden.“

## Esoterische Betrachtungen
- Japanische Blutgruppendeutung – die japanische Esoterik deutet den AB0-Typus als Anzeiger der Charaktereigenschaften.
- Blutgruppendiät – ist eine wissenschaftlich nicht haltbare Empfehlung zur blutgruppenangepassten Ernährungsweise.